# Karlie Kloss
Karlie Elizabeth Kloss, född 3 augusti 1992 i Chicago, Illinois, är en amerikansk fotomodell.
Karlie Kloss rankas på 9:e plats på listan Top 50 Models Women av Models.com. Hon har tidigare varit en av underklädesföretaget Victoria's Secrets talespersoner men har lämnat företaget på grund av företagets förlegade kvinnoideal.

## Karriär
Karlie Kloss poserade för fotografen David Leslie Anthony för tidningen Scene Magazine i hemstaden Chicago 2006, då hon var 14 år gammal. Hon fick kontrakt hos Elite Model Management och fotograferades bland annat av Bruce Weber för Abercrombie & Fitch. Hon lämnade Elite 2008 och började arbeta för NEXT Model Management, vilket ledde till en juridisk konflikt mellan de båda företagen. Hon gick 31 runwayvisningar under New York Fashion Week, för bland andra Marc Jacobs, Carolina Herrera och Doo Ri. Tidningen People utsåg henne till den bästa fotomodellen under 2008. Under 2012 började hon arbeta på IMG Models.

### Reklamkampanjer
Karlie Kloss har varit  med i reklamkampanjer för Jean Paul Gaultier, Donna Karan, Nina Ricci, Chloé, Lacoste, Sportmax, Alexander McQueen, Yves Saint Laurent, Elie Saab, Dolce & Gabbana, Gap, Bally Shoe, Bergdorf Goodman, Pringle of Scotland, Dior, Hermès, Oscar de la Renta, Sonia Rykiel, Aquascutum, Topshop, Eryn Brinie, Uniqlo, Omnia Jade, Lord & Taylor, Barneys New York, American Eagle, och Victoria's Secret. Kloss är ansiktet utåt för Marc Jacobs parfym Lola. 
Hon blev en musa för modeskaparen John Galliano och har medverkat i kampanjer för Dior och John Galliano.

### Modevisningar

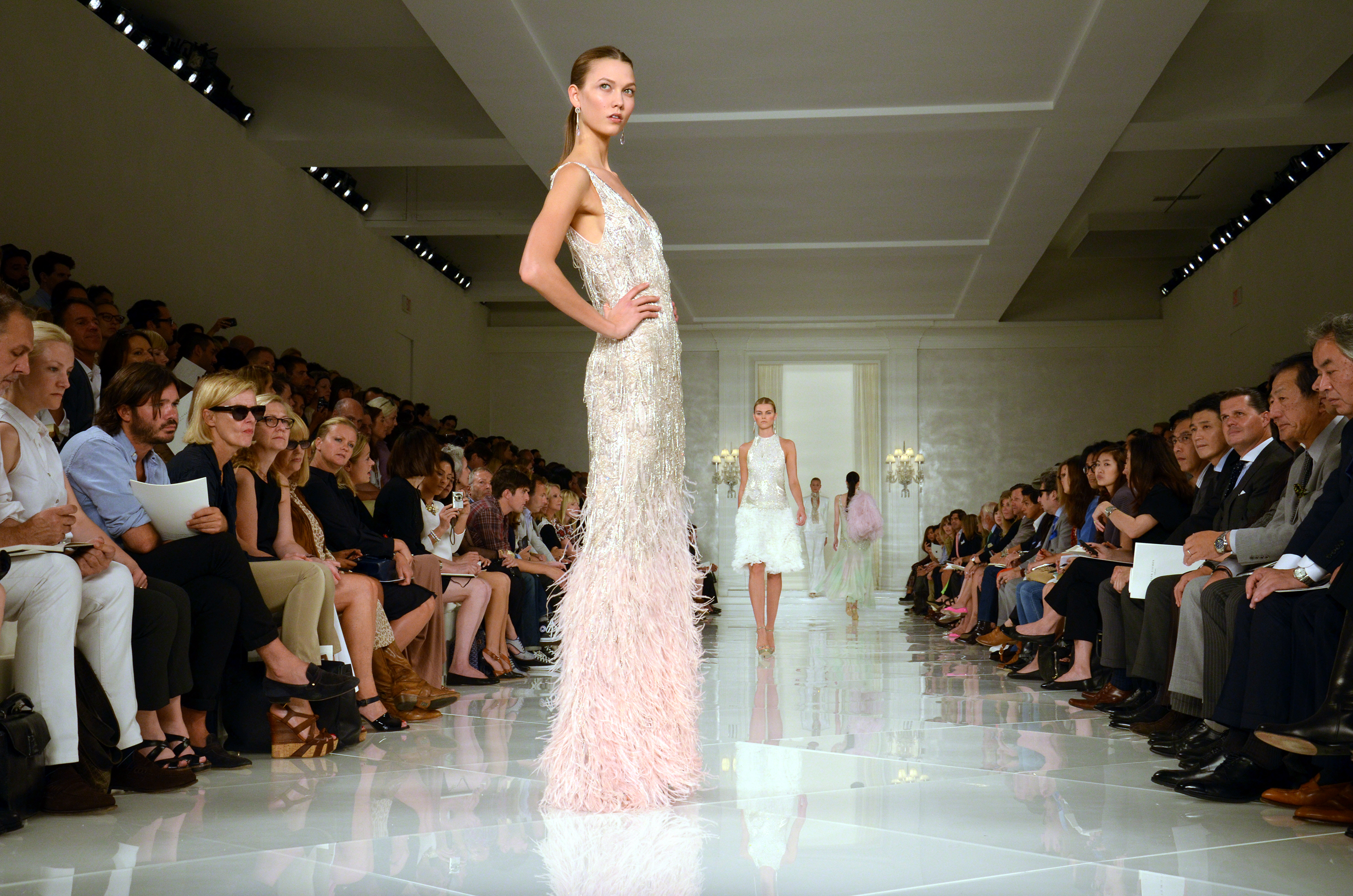
Karlie Kloss på en Ralph Lauren-visning.

Karlie Kloss har gått på modevisningar för många olika designer i New York, London, Milano och Paris, som Shiatzy Chen, Calvin Klein, Karl Lagerfeld, Marc Jacobs, Zac Posen, Givenchy, Gucci, Valentino, Louis Vuitton, Versace och Elie Saab.

### Tidningar
Karlie Kloss har varit med i tidningar som amerikanska och koreanska W, amerikanska Elle, Allure, i-D, franska och japanska Numéro, Vanity Fair, Dazed & Confused och amerikanska, australiska, italienska, franska, brittiska, koreanska, tyska, japanska, kinesiska, turkiska, portugisiska, och latinamerikanska Vogue. Hon har även varit med i Teen Vogue. Hon har varit på omslaget av italienska Vogue i oktober 2009, januari 2010 och december 2011, av turkiska, portugisiska och kinesiska Vogue i februari, augusti och november 2010. I september 2012 var hon på omslaget till brittiska Vogue. I februari 2008 var hon på omslaget till koreanska och amerikanska  Teen Vogue, tillsammans med Chanel Iman och Ali Michael. I maj 2010 var hon ensam på dessa omslag.

### TV
Kloss har medverkat, som sig själv, i ett avsnitt av TV-serien Gossip Girl.

## Kritik
Karlie Kloss har fått kritik för sin kropp, då bilder av henne har använts på bloggar och sidor som förespråkar självsvält. 2012 retuscherade den japanska tidningen Numéro bort hennes revben på en bild. 2013 gjorde hon en reklamkampanj för Lindex, vilket medförde att den frågan återigen togs upp i media.